# Oppia capense
Oppia capense är en kvalsterart som först beskrevs av Paoli 1908.  Oppia capense ingår i släktet Oppia och familjen Oppiidae. Inga underarter finns listade i Catalogue of Life.